# William Matthews (Politiker)
William Matthews (* 26. April 1755 im Cecil County, Province of Maryland; † um 1808) war ein US-amerikanischer Politiker. Zwischen 1797 und 1799 vertrat er den Bundesstaat Maryland im US-Repräsentantenhaus.

## Werdegang
Über die Jugend und Schulausbildung von William Matthews ist nichts überliefert. Er muss Jura studiert haben, denn zwischen 1778 und 1786 war er mehrfach Richter im Cecil County. In den Jahren 1786 bis 1789 saß er im Abgeordnetenhaus von Maryland. Ende der 1790er Jahre wurde er Mitglied der von Alexander Hamilton gegründeten Föderalistischen Partei.
Bei den Kongresswahlen des Jahres 1796 wurde Matthews im sechsten Wahlbezirk von Maryland in das damals noch in Philadelphia tagende US-Repräsentantenhaus gewählt, wo er am 4. März 1797 die Nachfolge von Gabriel Christie antrat, der dann am 4. März 1799 auch wieder sein Nachfolger wurde. Während seiner Zeit im Kongress verschlechterten sich die diplomatischen Beziehungen zu Frankreich. Diese Entwicklung führte später fast zu einem Krieg.
Nach dem Ende seiner Zeit im US-Repräsentantenhaus verliert sich die Spur von William Matthews. Er starb um das Jahr 1808 an einem nicht überlieferten Ort und wurde auf dem Familienfriedhof im Cecil County beigesetzt.